# Воробьёв, Александр Иванович (Герой Социалистического Труда)
Александр Иванович Воробьёв (1909 год — 1981 год) — директор Коста-Хетагуровской МТС Северо-Осетинской АССР. Герой Социалистического Труда (1948).
В 1947 году руководил Коста-Хетагуровской МТС, которая обслуживала сельскохозяйственные предприятия Коста-Хетагуровского района. В результате деятельности этой МТС в 1947 году план по сдаче государству пшеницы и кукурузы в целом по району был перевыполнен на 32,7 %. Указом Президиума Верховного Совета СССР от 9 марта 1948 года «за получение высоких урожаев пшеницы и кукурузы при выполнении колхозом обязательных поставок и натуроплаты за работу МТС в 1947 году и обеспеченности семенами зерновых культур для весеннего сева 1948 года» удостоен звания Героя Социалистического Труда с вручением ордена Ленина и золотой медали «Серп и Молот».
Этим же указом званием Героя Социалистического Труда был удостоен старший механик Коста-Хетагуровской МТС Иван Яковлевич Маркин.
Скончался в 1981 году.